# Selección de hockey sobre hielo de Escocia
La selección de hockey sobre hielo de Escocia fue el equipo de hockey sobre hielo de Escocia. El club participó por última vez en un juego internacional en 1994, una derrota por 5-6 ante Inglaterra. Los jugadores de Escocia forman parte del equipo nacional de hockey sobre hielo de Gran Bretaña.